# 캐스트로

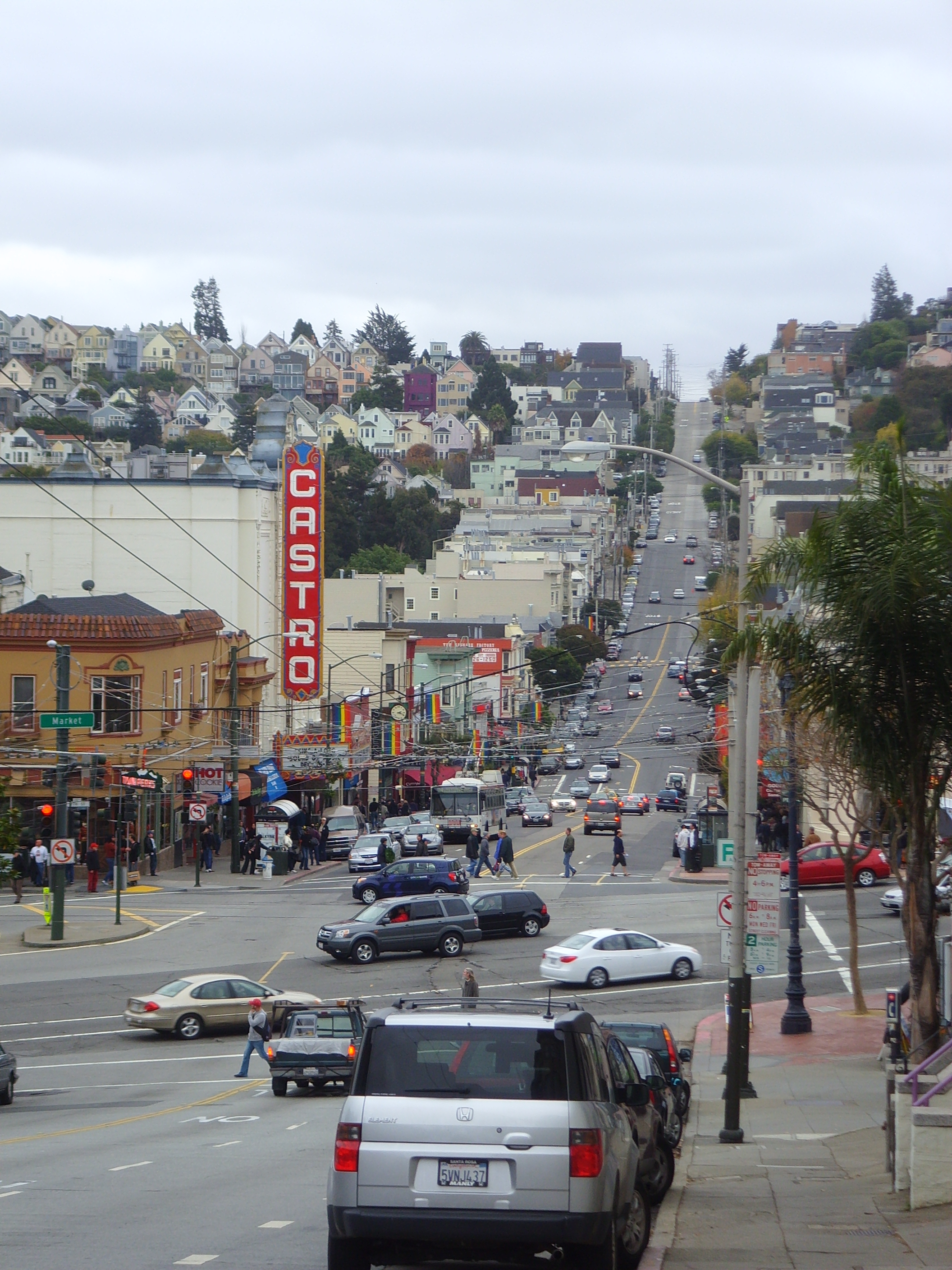
캐스트로

캐스트로(The Castro)는 미국 캘리포니아주 샌프란시스코 유레카밸리 근교에 있는 지명이다. 1960년대부터 70년대에 걸쳐 노동자 계급의 주민이 많이 사는 지역이었지만 이후 게이 빌리지로 변화하였고, 현재 게이 빌리지 중 최대 규모의 빌리지 중 하나가 되었다.